# Aalsmeer

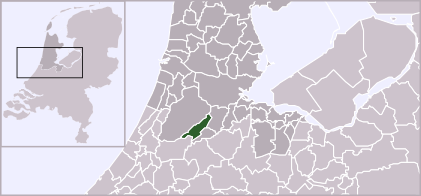
Aalsmeer på Nederländernas karta

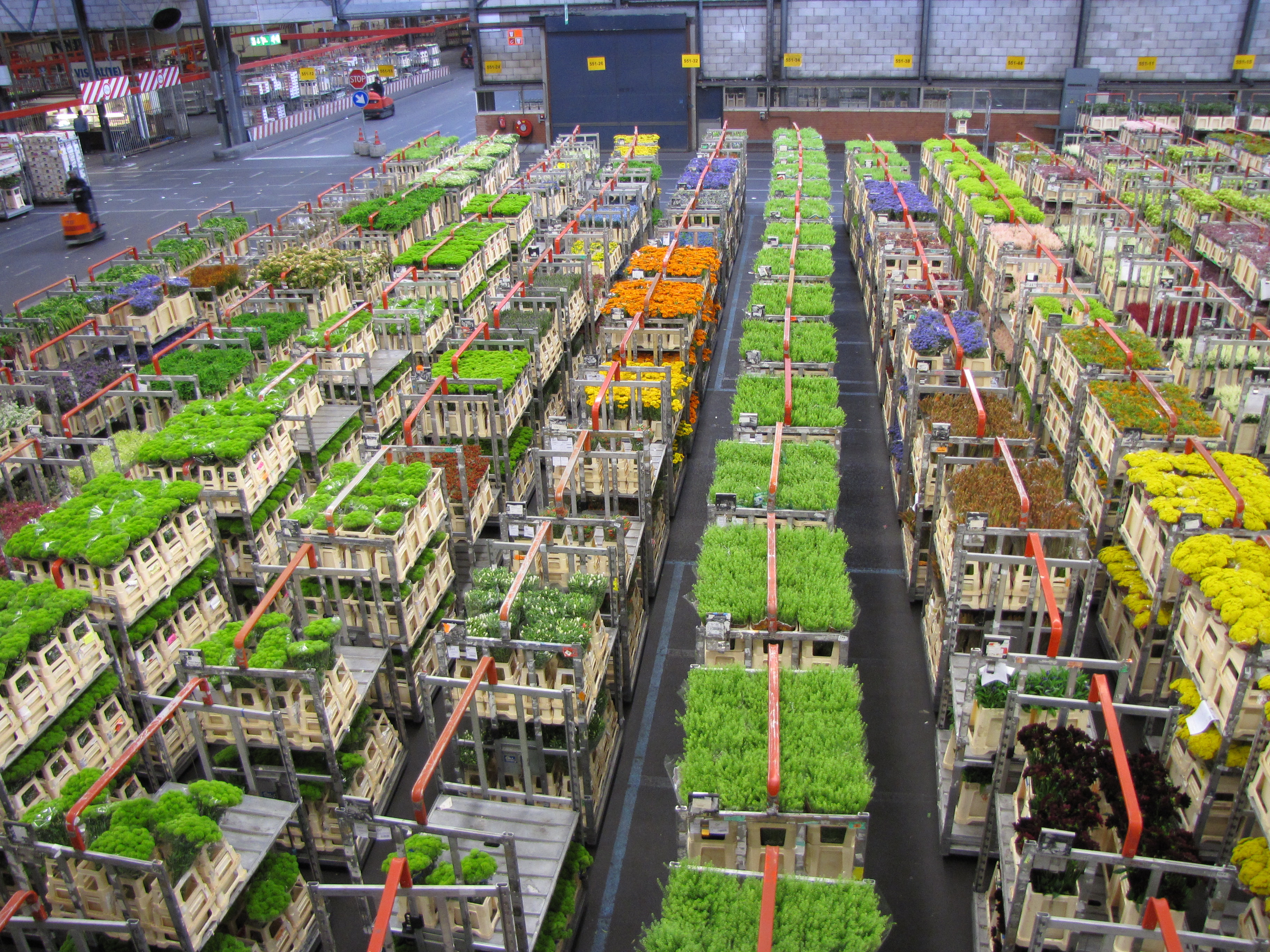
Blonstermarknaden i Aalsmeer.

Aalsmeer, stad och kommun i nordvästra Nederländerna i provinsen Noord-Holland. Kommunen har en area på 32,24 km² (vilket 11,58 km² utgörs av vatten) och en folkmängd på 23 342 invånare (2005). I staden finns den största byggnaden för blomsterhandel i världen.